# Nollieux
Nollieux település Franciaországban, Loire megyében. Lakosainak száma 187 fő (2022. január 1.). Nollieux Saint-Martin-la-Sauveté, Bussy-Albieux, Cezay és Saint-Germain-Laval községekkel határos.

## Népesség
A település népességének változása:
| Lakosok száma | 193  | 174  | 146  | 140  | 180  | 194  | 197  | 190  | 188  | 187  |
|               | 1968 | 1982 | 1990 | 2006 | 2013 | 2015 | 2017 | 2019 | 2020 | 2022 |